# Paradòlmens de Menorca
Els paradòlmens de Menorca són una classe de sepulcre trobat exclusivament a Menorca que precediren cronològicament els dòlmens estrictes però que estaria relacionat en la cultura megalítica europea incardinat en el període pretalaiòtic menorquí. La seva datació els situa entre les primeres construccions menorquines a l'inici de l'establiment de grups humans permanents a l'illa (2200-1800 aC).
Es caracteritzen per tenir una façana semblant a la dels dòlmens però l'hipogeu estar conformat per una cova excavada. Pel seu aspecte podrien haver estat els precursors de les navetes d'enterrament
Es coneixen els exemples de Biniai 1, Biniai 2, Sant Tomàs, i cala Morell.